# シャンピオナ・ドゥ・ゲール1943-1944
シャンピオナ・ドゥ・フランス・フェデラル・ドゥ・フットボール1943-1944は、第二次世界大戦中のリーグ戦 (シャンピオナ・ドゥ・ゲール)として第4回目、ナチス・ドイツによるフランス占領およびヴィシー政権時代における第3回目かつ最後のフランス最上位サッカーリーグである。EFランス＝アルトワが優勝した。

## 方式
ヴィシー政権のスポーツ政策責任者であるジョゼフ・パスコット大佐は、32のプロサッカークラブのシャンピオナ・ドゥ・フランス参加資格を取り上げ、代わりに「エキップ・フェデラル」と名付けられた地域選抜チームを編成。これに選ばれた選手たちは公務員としてサッカー活動で給与を得られる、所謂ステートアマとなった。
この16チームによる2回戦総当たりのリーグ戦が行われた。ナチス・ドイツの占領地域・禁止地域・ヴィシー政権の自由地域の境界線をまたいでクラブが移動することを許された、戦時中唯一のシーズンである。ヴィシー政権の「国民革命」をサッカーに適用したものであり、プロクラブは存続を許されたものの、アマチュアリーグとクープ・ドゥ・フランス1943-1944にしか参加できなかった。なお、エキップ・フェデラルはクープ・ドゥ・フランスにも出場している。

## 出場クラブ
- EFボルドー＝ギュイエンヌ（フランス語版）
- EFクレルモン＝オーヴェルニュ（フランス語版）
- EFグルノーブル＝ドフィネ（フランス語版）
- EFランス＝アルトワ（フランス語版）
- EFリール＝フランドル（フランス語版）
- EFリヨン＝リヨネ（フランス語版）
- EFマルセイユ＝プロヴァンス（フランス語版）
- EFモンペリエ＝ラングドック（フランス語版）
- EFナンシー＝ロレーヌ（フランス語版）
- EFニース＝コート・ダジュール（フランス語版）
- EFパリ＝キャピタール（フランス語版）
- EFパリ＝イル＝ドゥ＝フランス（フランス語版）
- EFランス＝シャンパーニュ（フランス語版）
- EFレンヌ＝ブルターニュ（フランス語版）
- EFルーアン＝ノルマンディ（フランス語版）
- EFトゥールーズ＝ピレネー（フランス語版）

## 順位表[3]
| 順位 | クラブ                     | 勝ち点 | 試合 | 勝 | 分 | 負 | 得 | 失 | 差 |
| ---- | -------------------------- | ------ | ---- | -- | -- | -- | -- | -- | -- |
| 1    | ランス＝アルトワ           | 29     | 19   | 3  | 7  | 89 | 41 | 41 |    |
| 2    | リール＝フランドル         | 30     | 18   | 4  | 8  | 78 | 44 | 40 |    |
| 3    | パリ＝キャピタール         | 30     | 18   | 3  | 9  | 84 | 50 | 39 |    |
| 4    | パリ＝イル＝ドゥ＝フランス | 29     | 13   | 9  | 7  | 44 | 31 | 35 |    |
| 5    | ボルドー＝ギュイエンヌ     | 30     | 14   | 7  | 9  | 51 | 51 | 35 |    |
| 6    | トゥールーズ＝ピレネー     | 27     | 13   | 5  | 9  | 82 | 52 | 31 |    |
| 7    | ナンシー＝ロレーヌ         | 30     | 11   | 9  | 10 | 68 | 82 | 31 |    |
| 8    | ニース＝コート・ダジュール | 29     | 12   | 7  | 10 | 49 | 41 | 31 |    |
| 9    | マルセイユ＝プロヴァンス   | 30     | 14   | 3  | 13 | 50 | 42 | 31 |    |
| 10   | ランス＝シャンパーニュ     | 30     | 12   | 7  | 11 | 64 | 52 | 31 |    |
| 11   | レンヌ＝ブルターニュ       | 28     | 11   | 7  | 10 | 55 | 58 | 29 |    |
| 12   | ルーアン＝ノルマンディ     | 29     | 9    | 9  | 11 | 47 | 68 | 27 |    |
| 13   | リヨン＝リヨネ             | 30     | 11   | 3  | 16 | 49 | 52 | 25 |    |
| 14   | クレルモン＝オーヴェルニュ | 29     | 5    | 8  | 16 | 43 | 83 | 18 |    |
| 15   | モンペリエ＝ラングドック   | 30     | 6    | 3  | 21 | 45 | 85 | 15 |    |
| 16   | グルノーブル＝ドーフィネ   | 30     | 4    | 3  | 23 | 33 | 99 | 11 |    |

## 得点ランキング
- ステファン・デンビスキ (ランス＝アルトワ) : 41点
- ルネ・ビエル (リール＝フランドル) : 38点
- エミール・ボンジョルニ (パリ＝キャピタール) : 37点

## シーズンハイライト
- エキップ・フェデラルは地域バランスを考慮して作られたが、サッカーの地政学を無視していた。たとえばサッカー後進地域のクレルモンに1チーム与えられ、強豪FCソショーのいるフランシュ＝コンテには与えられないといった具合である。ソショーの選手はEFナンシー＝ロレーヌに参加した。
- ホームゲームという概念が曖昧だったのもこのシーズンの特徴である。EFルーアン＝ノルマンディはル・アーヴル以外にも、なぜか首都圏のサン＝トゥアンでホームゲームをやらされた。EFレンヌ＝ブルターニュはル・マン、EFリール＝フランドルはルベ、EFランス＝アルトワはブリュエ＝ラ＝ベイシエールやサン＝トゥアン、EFグルノーブル＝ドーフィネはシャンベリー、EFナンシー＝ロレーヌはリュネヴィル、EFニース＝コート・ダジュールはリヨンまたはサン＝トゥアンなど。
- 奇妙なシーズンだったが、優勝したランス＝アルトワは立派だった。なにしろ彼らは順延されたラスト2試合をたった2日で消化したのだ。最初の試合は1944年6月1日に行われ1－2でナンシー＝ロレーヌに負けたが、翌日リヨン＝リヨネを3－1で下して優勝を決めた。彼らは1試合未消化のまま優勝したのだが、それは多くのチームに言えたことだし、やむをえない情勢でもあった。ノルマンディー上陸作戦に先立って、ドイツ軍を無力化するために連合国軍が空爆を行い、これを支援しようとレジスタンスは国内各地で攻勢を強めていたので、1944年に入ってからアウェイゲームへの移動が困難になっていたからである。
- 341人の選手が試合に出場し、うち21人は全試合に出場した。
- 得点者はリーグ全体で176人。1試合最多得点者は、1943年11月13日にEFパリ＝キャピタールのエミール・ボンジョルニがEFクレルモン＝オーヴェルニュ相手に決めた7ゴールだった。